# Listrocheiritium styriacum
Listrocheiritium styriacum är en mångfotingart. Listrocheiritium styriacum ingår i släktet Listrocheiritium och familjen knöldubbelfotingar. Inga underarter finns listade i Catalogue of Life.